# Bão Lupit (2021)
Bão Lupit (tên JTWC: 13W, tên Philippines: Huaning), Việt Nam gọi là Bão số 4. Là một cơn bão không gây ảnh hưởng nhiều đến Việt Nam.
Nó được JMA tìm thấy khi đang đi chuyển trên phía Trung Nam Trung Quốc, sau một hồi mạnh lên thành bão, nó đổ bộ vào tỉnh Quảng Đông sau đó đi qua tỉnh Phúc Kiến. Tiếp tục đi qua Đài Loan. Rồi ra khỏi Biển Đông ngày 7/8. Rồi đổ bộ Nhật Bản ngày 9/8. Ngày 9/8, Lupit thay thế mắt rồi chuyển thành xoáy thuận ngoài nhiệt đới.

## Cấp bão
Cấp bão Việt Nam: Cấp 9 (83 km/h) - Bão (bão thường)
Cấp bão Nhật Bản: 45 kt - 985 hPa - Bão nhiệt đới dữ dội
Cấp bão Hoa Kỳ: 50 kt - Bão nhiệt đới
Cấp bão Trung Quốc: 29 m/s (Cấp 11) - 980 hPa - Bão nhiệt đới dữ dội
Cấp bão Hồng Kông: 85 km/h - Bão cuồng phong
Cấp bão Đài Loan: 20 m/s - Bão cuồng phong
Cấp bão Hàn Quốc: 18 m/s - Bão nhiệt đới yếu

## Lịch sử khí tượng
Vào ngày 2 tháng 8, JMA ghi nhận một áp thấp nhiệt đới gần Trạm Giang đã hình thành. Ngay sau đó, JTWC đã ban hành TCFA về vùng nhiễu động nằm cách Hồng Kông khoảng 153 hải lý về phía Tây Tây Nam. Vào cùng ngày lúc 21:00 UTC, JTWC đã đánh giá hệ thống này là một áp thấp nhiệt đới và gán tên cho nó là 13W. Hai mươi bốn giờ sau, cơ quan này đã nâng cấp hệ thống lên thành một cơn bão nhiệt đới.

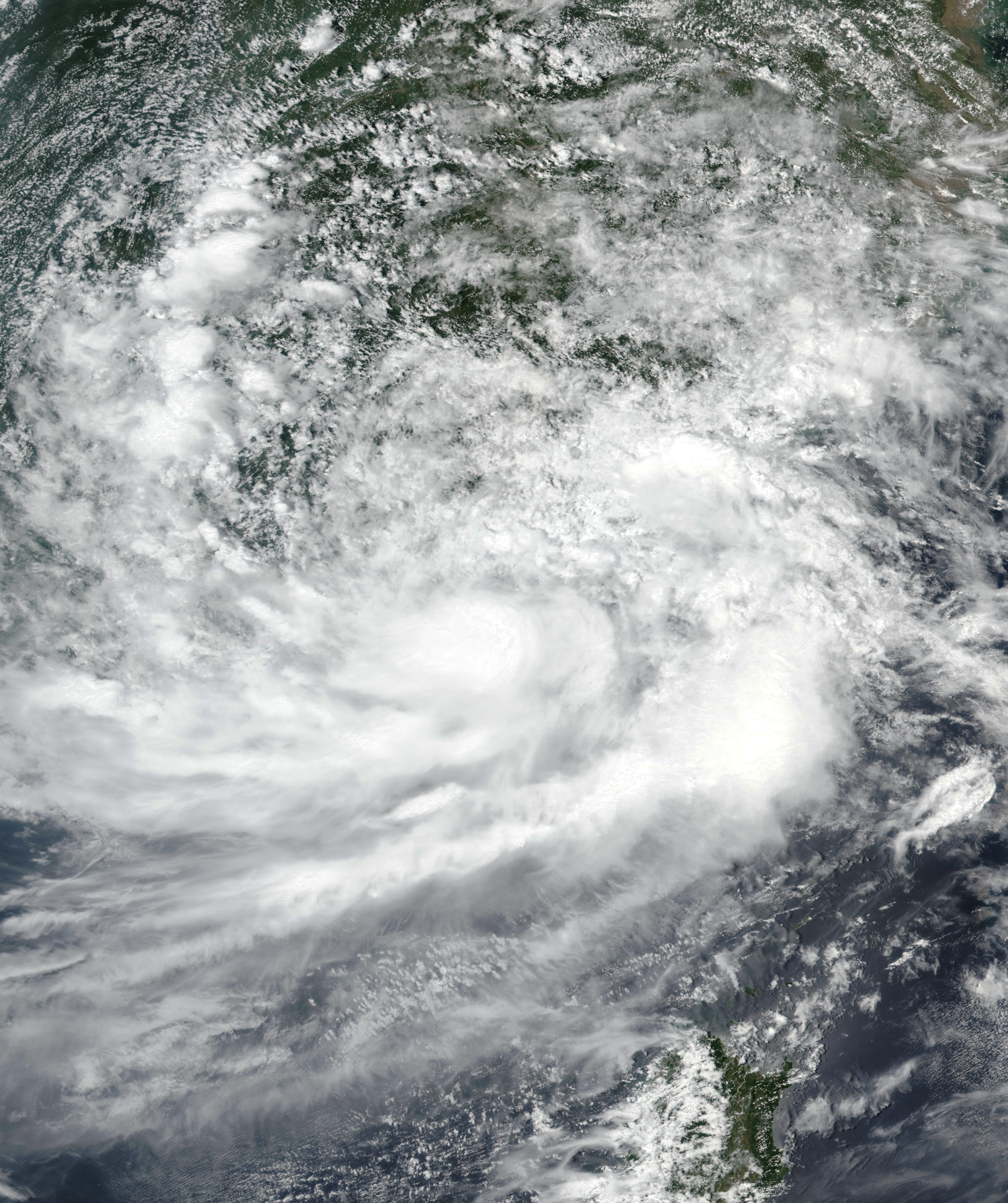
Lupit khi vừa mạnh lên thành bão ngày 5 tháng 8

Vào ngày 4 tháng 8 lúc 12:00 UTC, JMA đã làm theo và chỉ định hệ thống này là một cơn bão nhiệt đới, gán cho nó cái tên Lupit. Một ngày sau đó lúc 03:20 UTC, nó đổ bộ vào tỉnh Quảng Đông. Vào lúc 08:50 UTC, nó lại đổ bộ vào huyện Đông Sơn ở Chương Châu, tỉnh Phúc Kiến. Vào ngày 7 tháng 8, nó đi về hướng đông và tham gia một thời gian ngắn vào CCHC, và được PAGASA đặt tên là Huaning. Vào ngày 8 tháng 8, lúc 18:00 UTC, Lupit đạt đỉnh là một cơn bão nhiệt đới với sức gió duy trì tối đa trong 10-min là 45 kn (85 km/h; 50 mph) và áp suất tối thiểu là 985 hPa (29,09 inHg). Tốc độ duy trì tối đa 1-min của Lupit là 55 kn (100 km/h; 65 mph). Vào ngày 9 tháng 8, lúc 00:00 UTC, JMA đã đưa ra cảnh báo cuối cùng khi nó hoàn thành quá trình chuyển đổi thành xoáy thuận ngoài nhiệt đới.